# 1470-ті до н. е.

## Правителі
- цариця Єгипту Хатшепсут.
- царі Вавилону Уламбуріаш та Агум ІІІ;
- царі Ассирії Нур-Ілі та Ашшур-рабі І;
- цар Міттані Парраттарна І;
- цар Хатті Аллувамна.